# Psychoda domestica
Psychoda domestica és una espècie d'insecte dípter pertanyent a la família dels psicòdids que es troba a la Neàrtica.